# Французька Вест-Індійська компанія
Французька Вест-Індійська компанія (фр. Compagnie française des Indes occidentales) — французька торгова компанія, що існувала в 1664 — 1674 роках.
Компанія була створена 1664 року королівським інтендантом Жаном-Батистом Кольбером щоб замінити засновану кардиналом Рішельє в 1627 році Компанію Нової Франції, ще відому як Компанія ста акціонерів, яка займалася колонізацією Нової Франції. Штаб-квартира компанії знаходилась в недавно заснованому нормандському Гаврі, її капітал становив 6 мільйонів ліврів. Компанія отримала у власність на 40 років всі французькі володіння, що розташовувалися на атлантичних узбережжях Африки і Америки, а також монопольне право торгівлі з Америкою. Передбачалося, що за рахунок доходів від розпочатого виробництва цукру на Гваделупі компанія буде заселяти Канаду.
Серед інших європейських торгових товариств, заснованих в XVII столітті, Французька Вест-Індійська компанія володіла найбільшою територією діяльності, але при цьому була найменш прибуткова серед них.

## Діяльність компанії в Америці
У 1665 році компанія домоглася відправки до Нової Франції полку Кариньян-Сальєра для захисту поселенців від нападів ірокезів і заселення колонії. У складі цього підрозділу перебувало 1200 осіб, уродженців провінції Дофіне, а також Лігурії, П'ємонту та Савойї. У 1666 році інтендант Жан Талон провів перший перепис населення Нової Франції, встановивши, що в колонії проживає 3215 людей. Завдяки проведеній політиці заохочення шлюбів і стимулювання народжуваності, до 1672 року чисельність населення колонії зросла до 6700 осіб.
1667 року ірокезькі племена могавки та онайда погодилися укласти мирову угоду. На думку істориків "Кольбер вимагав проводити політику примирення і об'єднання з метою фактичного змішання рас і культур, однак ця ідея зустріла опір, франко-канадці побоювалися втрати своїх привілеїв, Церква порахувала, що віряни перейняли досить місцевих звичаїв, а король негативно ставився до того що «дикуни» могли стати його повноправними підданими. В результаті 13 листопада 1685 року губернатор маркіз де Денонвіль переконав королівського міністра Сеньєле в тому, що індіанців неможливо офранцузити.
Представник Руанських купців Шарль Обер де Ла Шене займався гуртовими закупівлями хутра у французькому поселенні Тадусак із 1663 по 1666 рік. У 1666 році його призначили головним керуючим компанії в Новій Франції. У 1669 році він покинув компанію і став займатися лісозаготівлями біля озера Сен-Жан, а також виробництвом цегли; згодом він поїхав у метрополію і довгий час провів у Ла-Рошелі, встановивши комерційні зв'язки з кількома європейськими країнами й ставши власником кількох суден.
Незабаром після повернення Ла Шене в Канаду Французька Вест-Індійська компанія була ліквідована і він придбав права на Компанію західного відкупу (терміном на 6 років з 1675 по 1681 рік), ставши таким чином відкупником податків. У 1672 році інтендант Жан Талон передав Ла Шене і його двом компаньйонам сеньйорію Персе, де знаходився рибальський порт. 23 грудня 1673 року його також отримує сеньйорію Рів'єр-дю-Лю. Пізніше Ла Шене зміг купити ще кілька сеньйорій, а також частку в інших ленних володіннях.

## Діяльність компанії на Антильських островах
Французькі поселенці на Антильських островах звинувачували компанію в тому, що вона не постачає достатньо рабів з Африки, в результаті чого французьке виробництво цукру програвало британському (англійці почали в 1670-х роках масове ввезення рабів на Ямайку).

## Діяльність компанії в Африці
Причиною того, що компанія привозила мало рабів з Африки, була монополія, придбана голландцями в іспанців на постачання рабів в Америку (асіенто). Так як Кольбер в 1660-х роках залучав голландців до розвитку французької економіки, то він обмежував французьку діяльність на африканському узбережжі, щоб не викликати падіння цін на ринку рабів і не розлютити нідерландських торговців.
Однак в 1669 році Кольбером був розроблений секретний план із захоплення нідерландських укріплених постів в Африці. У наступні роки було проведено декілька розвідувальних місій уздовж узбережжя Африки з метою уточнення положення нідерландських поселень. План, однак, так і не був приведений в дію.

## Ліквідація компанії
У 1672 році вибухнула Голландська війна, що дезорганізовувала діяльність Французької Вест-Індійської компанії. У грудні 1674 року торгове товариство було ліквідовано, а управління заморськими колоніями перейшло під прямий контроль короля.